# フレデリック・トゥルビー・デイヴィソン

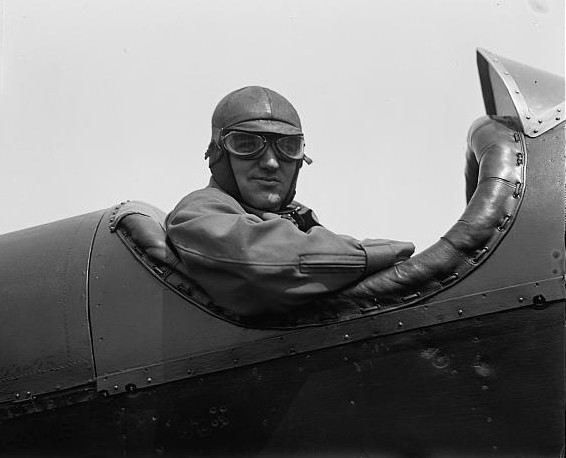
フレデリック・トゥルビー・デイヴィソン

フレデリック・トゥルビー・デイヴィソン（Frederick Trubee Davison, 1896年2月7日 - 1974年11月14日）は、アメリカ合衆国の政治家。アメリカ中央情報局で人事部長を務めた。

## 生涯
1896年2月7日、デイヴィソンはニューヨーク州ニューヨークにおいて、銀行家ヘンリー・ポメロイ・デイヴィソンの息子として誕生した。デイヴィソンはマサチューセッツ州のグロトン・スクールで教育を受けた。デイヴィソンはイェール大学に進学し、1918年に学士号を、1921年に修士号を取得した。デイヴィソンは秘密結社スカル・アンド・ボーンズに所属した。デイヴィソンは海軍の航空活動に魅了され、イェール大学の学生仲間と航空部隊ファースト・イェール・ユニットを組織した。部隊は合衆国海軍の航空部隊に組み入れられ、海外派兵活動に参加した。この部隊は、歴史上最初の海軍航空予備隊であると考えられている。
デイヴィソンは訓練中の事故により、重傷を負った。そのため、デイヴィソンが実戦に参加することはなかった。だがデイヴィソンは部隊において積極的に活動に参加した。デイヴィソンは週刊誌タイムにおいて1925年8月24日号の表紙となった。

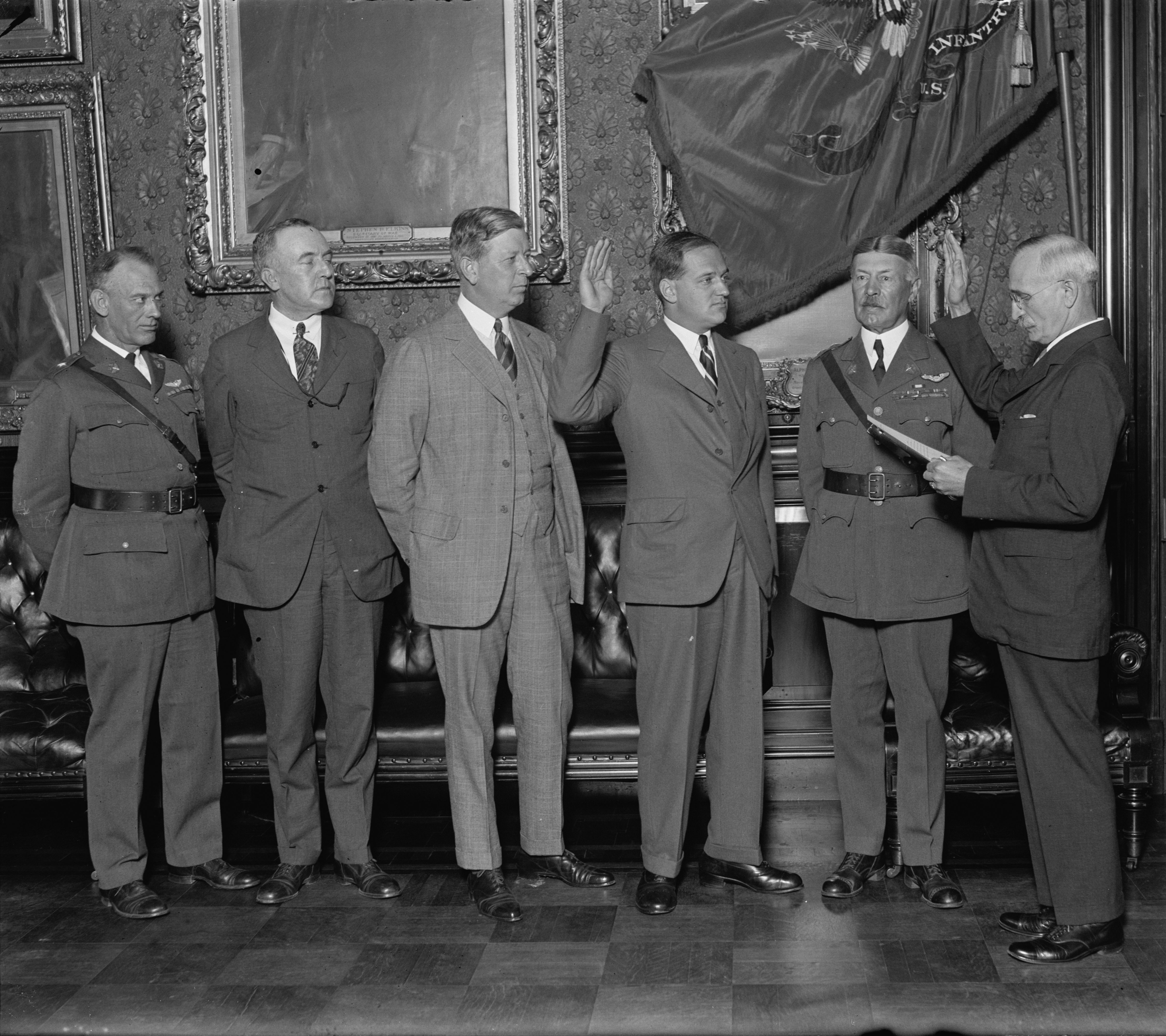
陸軍次官補への就任宣誓を行うデイヴィソン（右から3人目）

デイヴィソンは1922年に弁護士として認可を受けた。デイヴィソンは共和党に所属した。デイヴィソンはニューヨーク州においてナッソー郡第2選挙区から州下院議員に選出された。デイヴィソンは1922年から1926年まで州下院議員を務めた。1932年、デイヴィソンはニューヨーク副知事に立候補したが、落選した。デイヴィソンは1926年から1933年まで航空担当の陸軍次官補を務めた。デイヴィソンは1933年から1951年まで国立アメリカ歴史博物館で館長を務めた。1940年、デイヴィソンは共和党全国大会にニューヨーク州の代表代理として出席した。デイヴィソンは1951年から1952年までアメリカ中央情報局で人事部長を務めた。
デイヴィソンは1974年11月14日夜に、ニューヨーク州ロングアイランドのローカストヴァレーにある自宅で死去した。